# Manfred Sybertz
Manfred Sybertz (* 31. Januar 1930 in Übach; † 26. Oktober 2009 in Würselen) war ein deutscher Politiker (SPD).

## Leben
Sybertz besuchte die Volksschule und arbeitete anschließend in den Jahren 1945 bis 1962 in einem Bergwerk. Währenddessen besuchte er von 1949 bis 1951 eine Bergvorschule und von 1951 bis 1953 die Bergschule in Aachen. Ab 1962 war er bis 1969 Dezernent für Arbeitnehmerfragen beim Landesoberbergamt in Bonn. Danach war er noch im Bereich Mitbestimmung tätig, schließlich war er von 1970 bis 1985 Betriebsdirektor für Personal- und Sozialfragen beim Eschweiler Bergwerks-Verein (EBV) der Grube Anna in Alsdorf, später des Verbundwerkes Emil-Mayrisch einschließlich der Kokereibetriebe.

## Politik
Sybertz trat im Jahr 1964 der SPD bei und wurde 1972 Vorsitzender des SPD-Stadtverbandes in Übach-Palenberg. Dort war er auch Mitglied des Stadtrates, wo er Vorsitzender der SPD-Fraktion war. Er gehörte dem Kreistag an und wurde im Jahr 1969 stellvertretender Landrat. In den Jahren 1972 bis 1982 amtierte er als Bürgermeister der Stadt Übach-Palenberg.
Sybertz wurde bei der Bundestagswahl 1976 in den Deutschen Bundestag gewählt, dem er für eine Wahlperiode bis 1980 angehörte. Er war über die Landesliste Nordrhein-Westfalen ins Parlament eingezogen. Sybertz war als ordentliches Mitglied im Ausschuss für Arbeit und Sozialordnung tätig.